# Kouya jezik
Kouya jezik (ISO 639-3: kyf; kowya, kuya, sokya), nigersko-kongoanski jezik iz kantona Kouya u Obali Slonovače. Govori ga u 12 sela oko 10 100 ljudi (1993 SIL) iz plemena Kouya.
Kouya s jezikom gagnoa bété čini istočnu podskupinu skupine bete, šira skupina kru

## Vanjske poveznice
- Ethnologue (14th)
- Ethnologue (15th)